# Música africana
La música africana compren una gran diversitat ètnies, cultures i llengües. En aquest sentit una descripció general presenta moltes dificultats donada la quantitat i diversitat d'exemples. Tanmateix, hi ha similituds regionals, així com algunes tendències que, en termes generals, són constants arreu del continent.

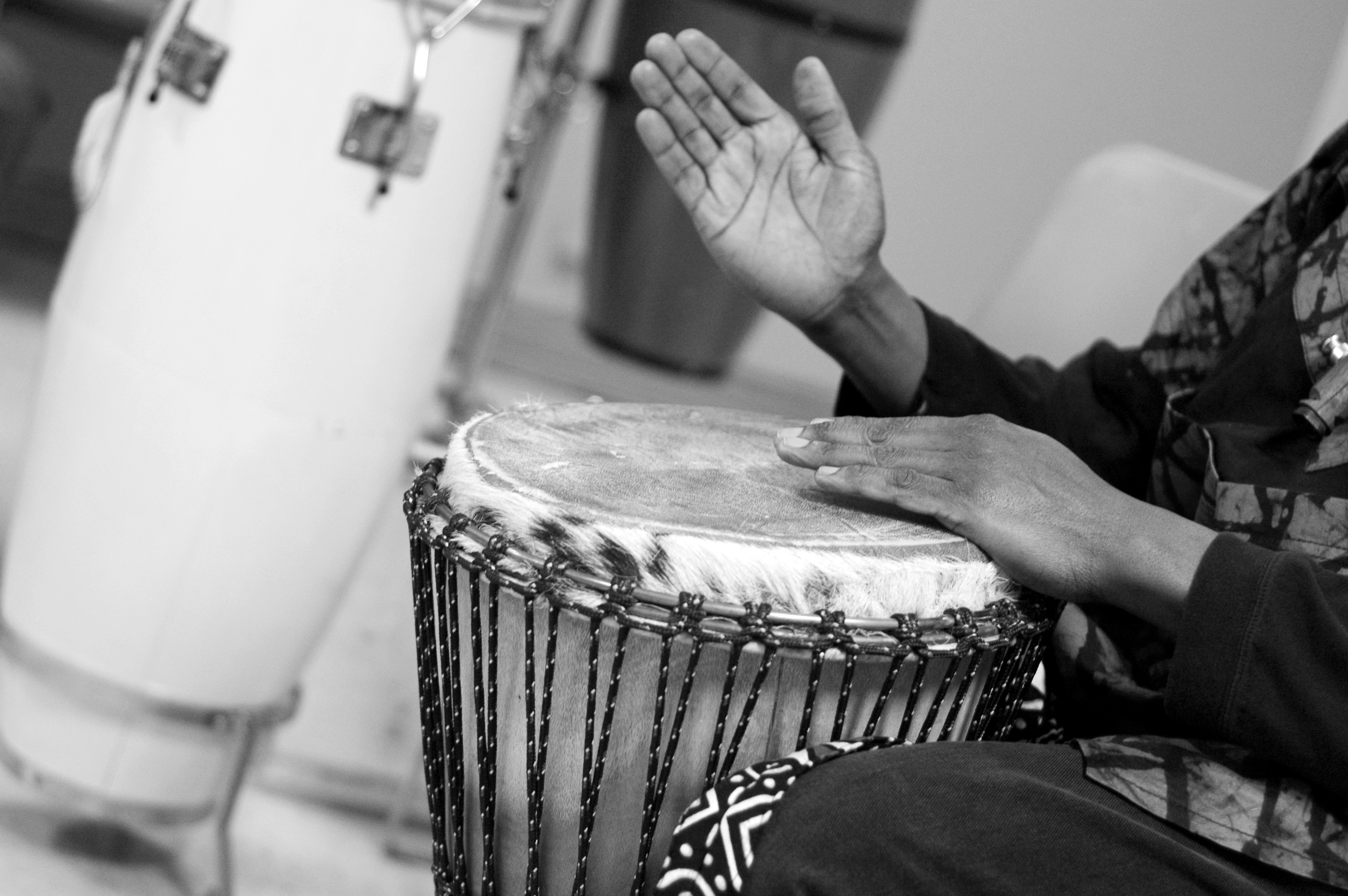
La percussió té un rol important dins la música africana

## Afropop
Afropop és un terme utilitzat per descriure la música pop africana actualment. Caracteritzat per una barreja de danses i sons entre la música tradicional americana i la música africana, Afropop no es refereix a un estil específic o so musical, però el terme s'utilitza com a terme general per a la música folk africana.

## Complexitat rítmica
La música de la zona subsahariana té una característica especial, com el ritme creuat que la distingeix per la seva complexitat en relació amb altres regions, en especial de la zona llatinoamericana.
L'aspecte remarcable de la polirítmia africana fa discernible i coherent el resultat posterior dels patrons rítmics.

## Escales i polifonia
Els sistemes d'escales varien entre les regions. Existeix l'escala diatònica, però també altres formes com l'escala pentatònica. Els intervals solen ser molt diferents als de la música europea.
El to polifònic existeix en la forma d'intervals paral·lels (generalment terceres, quartes i cinquenes) reinterpretant l'antifonia coral i la resposta del solo i, de manera ocasional, melodies simultànies i independents.

## Relació amb altres continents
Cal destacar la relació existent amb altres continents. La música del nord d'Àfrica i algunes zones de la regió del Sàhara tenen més connexió amb la música de l'Europa Central que amb la de la regió subsahariana. L'Afro-fusion és un gènere de música que combina la música contemporània amb els ritmes tradicionals africans per crear un estil de música híbrid. D'altra banda, un altre fet destacable és que la música i la dansa dels negres que van ser portats com a esclaus a Amèrica, com la música del Carib i l'Amèrica llatina, de la que han sorgit estils com la rumba i la salsa, o la música afroamericana dels EUA, es fonamenta en diverses tradicions africanes.

## Instruments musicals

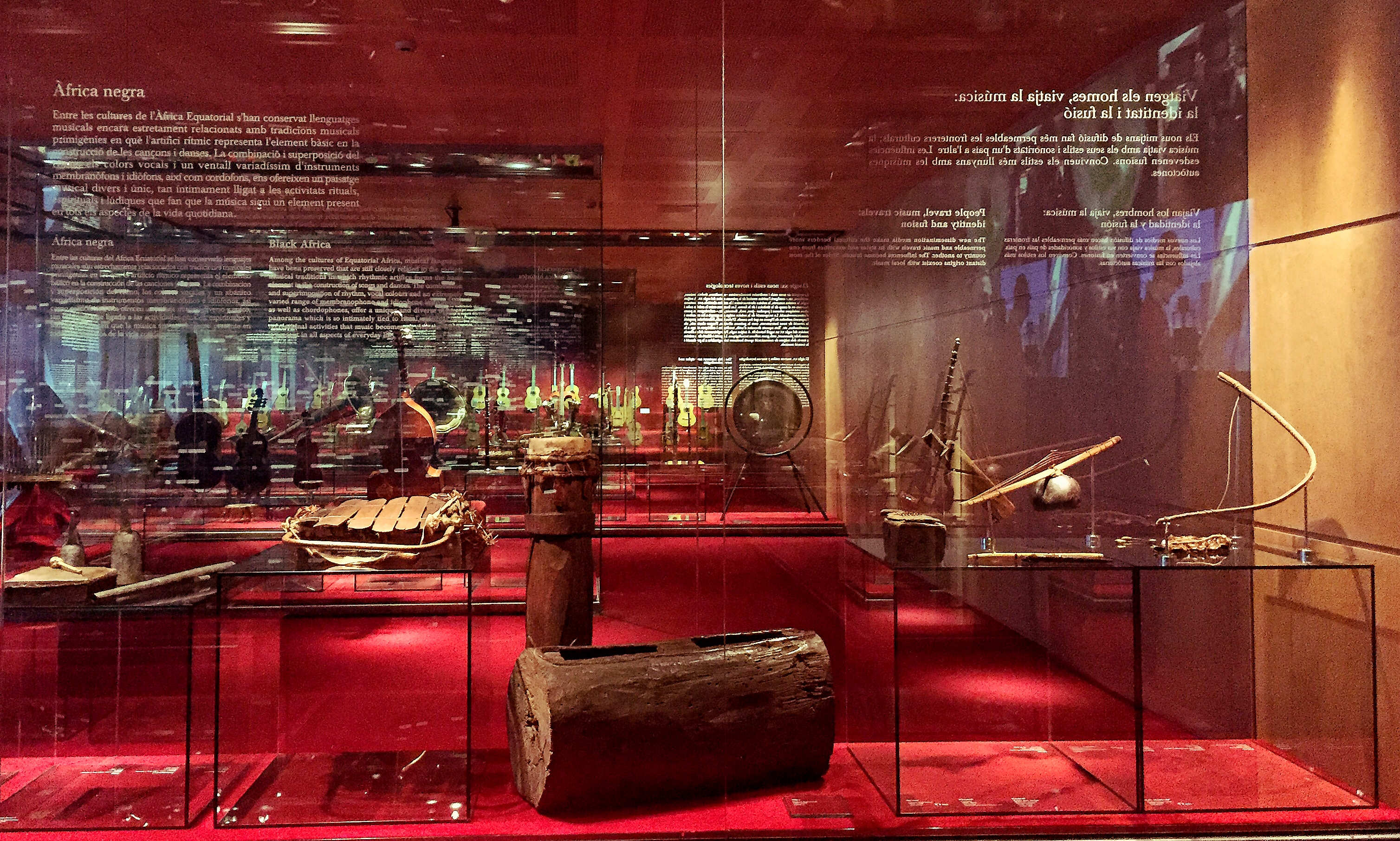
Conjunt d'instruments musicals africans al Museu de la Música de Barcelona.

La música a Àfrica és el marc d'un concepte complex que inclou el cant, la dansa, els instruments musicals, l'ús de màscares i la dramatització. No és possible parlar de música sense tots aquests elements. Alguns dels instruments més populars són la kora, l'arpa o ngombi, el xilòfon, el balàfon, el sonall i tota mena de percussions (com el djembé), la samsònia o guimbarda, els xiulets i les trompes i trompetes.